# Ocupació de les persones amb autisme

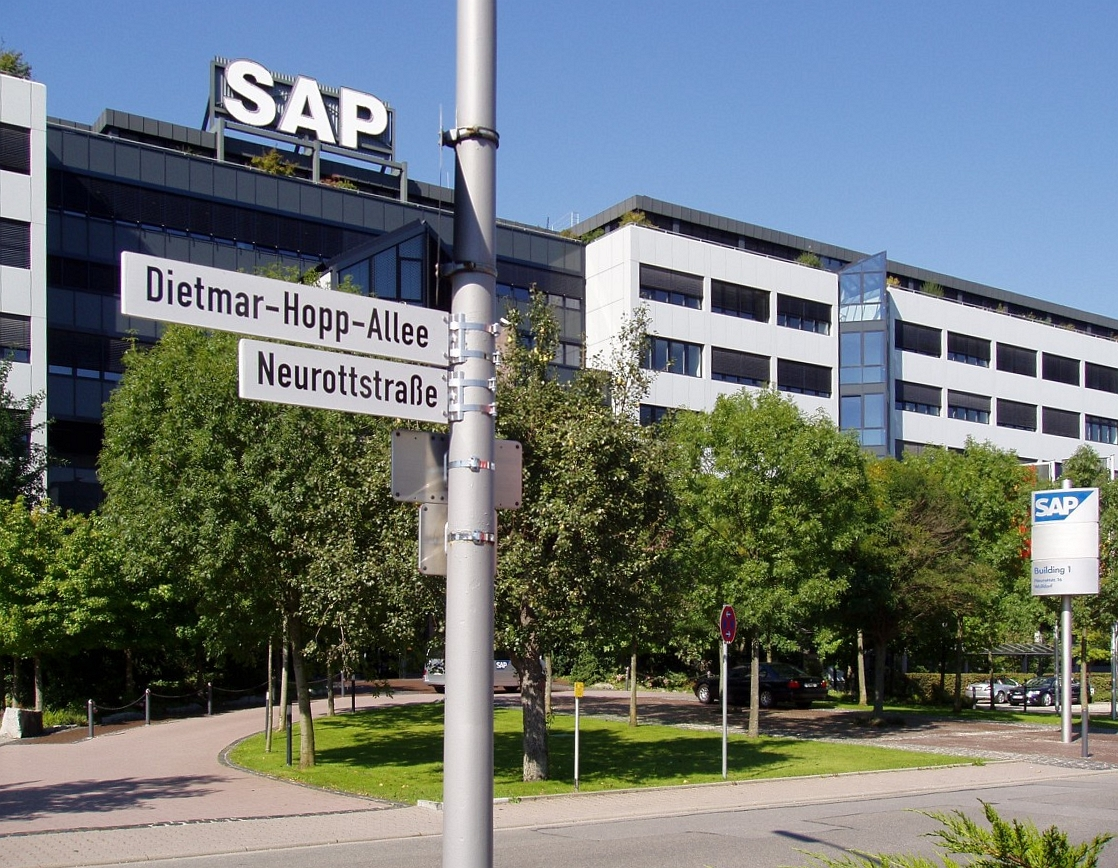
La seu social del SAP a Walldorf, Alemanya. L'empresa dissenya i ven programari, i promou una discriminació positiva per als treballadors autistes

L'ocupació de les persones amb autisme és un problema social recent. Aquestes persones experimenten una de les taxes d'ocupació més baixes entre els treballadors amb discapacitat, i entre el 76 i el 90% d'ells es trobaven a l'atur a Europa el 2014. La majoria de persones amb trastorn de l'espectre autista (TEA) volen tenir feina i tenen la capacitat, com es pot veure amb autistes que han tingut èxit en les seves carreres. Les persones autistes han estat durant molt de temps mantingudes en institucions especialitzades, i la majoria d'ells depenen de la seva família. Generalment, els adults autistes es traslladen a llocs de treball poc qualificats, discontinus i a temps parcial sense tenir en compte els seus desitjos i aspiracions. Les persones no-verbals tenen menys perspectives.
Hi ha potencialment disponibles una gran varietat de carreres i de llocs de treball, tot i que els llocs de treball que requereixen poques relacions humanes són molt privilegiades i associades amb l'èxit. Sectors com la intel·ligència i el processament de la informació en l'àmbit militar, l'hostaleria i la restauració, la traducció i redacció, la informàtica, l'art, l'artesania, la mecànica, o la natura (com l'agricultura i la ramaderia), són particularment buscades, ja que s'adapten millor.
Els problemes trobats en l'accés a l'ocupació i en la mateixa 'ocupació tenen diverses explicacions. En general, està relacionat amb la mala comunicació entre els ocupadors i els treballadors autistes, que es deriven principalment de les dificultats trobades per les persones autistes per comprendre les relacions socials, i administrar la hipersensibilitat sensorial i la intolerància dels empresaris cap a aquestes particularitats, a més de la discapacitat intel·lectual. Les freqüents discriminacions de contractació tanquen l'accés al mercat laboral a les persones amb autisme, que sovint són víctimes d'una organització de treball inadequada. Es poden implementar diverses mesures per solucionar aquestes dificultats, inclòs el suport a l'ocupació i l'adaptació de les condicions de treball en termes de sensibilitat sensorial i horaris. Algunes empreses practiquen discriminacions positives, especialment en el camp de les tecnologies de la informació, una àrea en què els autistes d'alt funcionament es veuen com un actiu en termes de competitivitat.

## Història

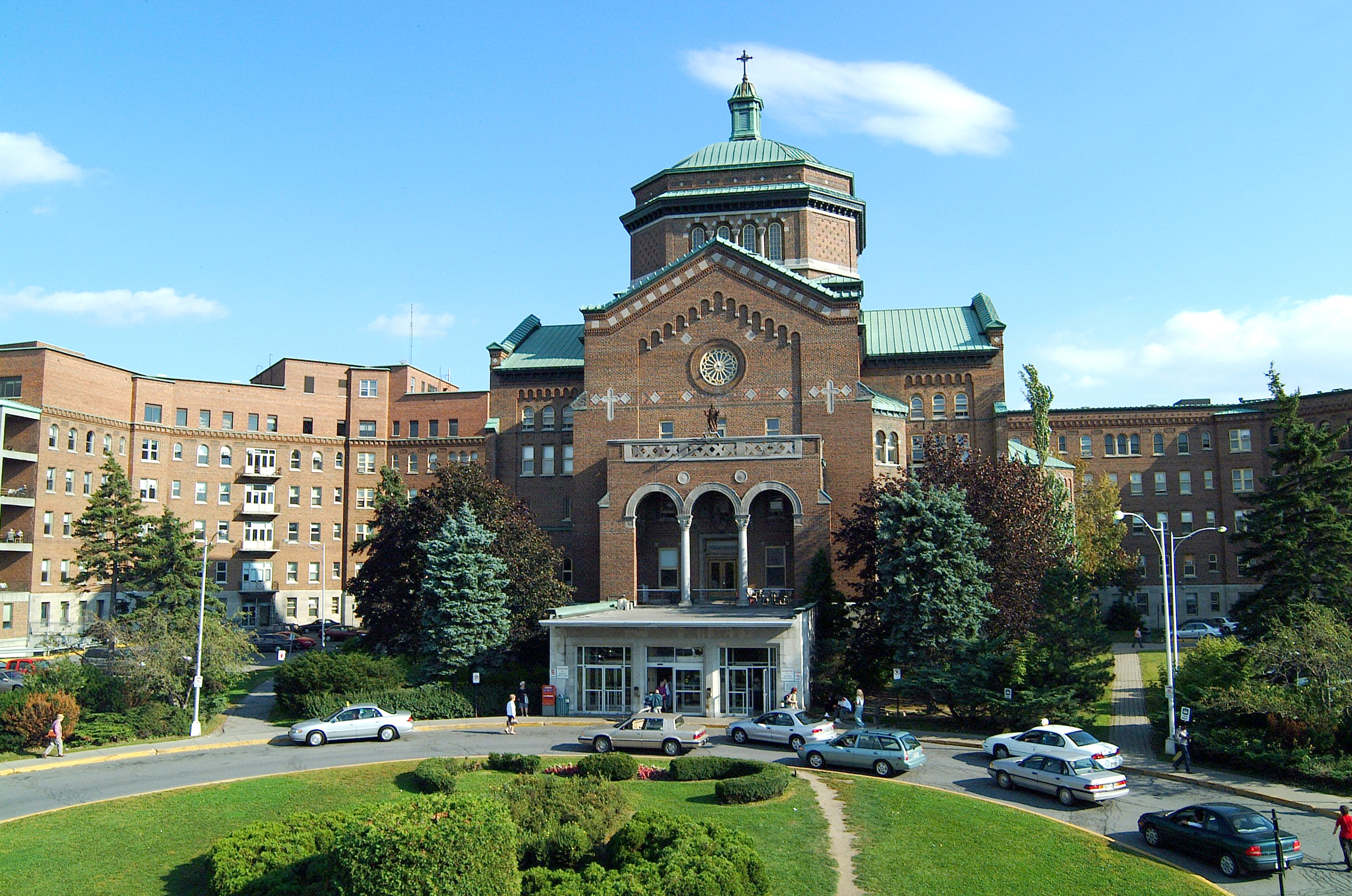
L'hospital Sacré-Coeur de Mont-real, adscrit a la Universitat de Mont-real, utilitza regularment investigadors autistes

El problema de l'ocupació és molt recent en els debats socials relacionats amb l'autisme. Durant molt de temps, les persones diagnosticades d'autisme infantil han estat considerades incapaces de treballar. Es comencen a fer estudis específics als Estats Units d'Amèrica durant la segona meitat de la dècada del 1980. Segons el periodista investigador estatunidenc Steve Silberman, quan el psiquiatre estatunidenc Edward Ritvo i el seu equip van publicar el 1988 un article que suggereix que els adults autistes poden tenir una vida familiar i un treball, va despertar la burla de la majoria dels especialistes de l'època.
Leo Kanner, el psiquiatra infantil descobridor de l'autisme infantil, va seguir l'evolució d'onze nens, els va diagnosticar i va publicar els resultats al seu estudi original de 1943. Alguns van aconseguir un treball decent (en en particular, el «pacient 0», Donald Grey Triplett), mentre que les persones que estaven a les institucions eren poc o no autònomes quan eren adults. El primer estudi del futur socio-professional identificat data de 1970, basat en cinc a quinze anys de seguiment de les persones diagnosticades en aquell moment amb «psicosi infantil».
A finals del segle xx, es van ampliar els criteris diagnòstics de l'autisme, la detecció d'aquest trastorn es va fer millor i més precoç. Això condueix a un augment dels diagnòstics; l'autisme afecta aproximadament l'1% de la població mundial (el 2016), amb diferents graus de discapacitat. Els criteris del DSM-5 caracteritzen l'autisme com a «dificultats de comunicació i interacció social», i com a «comportaments i interessos restringits i repetitius», amb un «impacte clínicament significatiu en el funcionament social, acadèmic i professional». Aquests símptomes estan presents a principis de la infància, però «poden ser emmascarats més tard al llarg de la vida per estratègies apreses». Hi ha, doncs, una gran diversitat de perfils entre adults amb autisme, en termes d'habilitats, funcionament social i interessos.
Als Estats Units, i especialment a Califòrnia, diverses associacions i personalitats s'han mobilitzat per a la incorporació laboral dels autistes des d'almenys 1999. Aquest mateix any, la professora Temple Grandin, que és autista, publica un breu article recomanant per donar suport a les habilitats de les persones amb autisme en l'ocupació, especialment el pensament visual. Amb la inclusió gradual de l'autisme en l'àmbit de la discapacitat a nivell internacional, s'aplica la directiva del 27 de novembre de 2000 del Consell d'Europa que defensa la no-discriminació en l'ocupació i l'ocupació dels treballadors autistes.
L'any 2010, la psiquiatra i investigadora estatunidenca Dawn Hendricks va publicar l'article «Employment and adults with autism spectrum disorders: Challenges and strategies for success» (Ocupació i adults amb trastorns de l'espectre autista: reptes i estratègies per a l'èxit), on destaca una taxa d'ocupació molt baixa i el desig d'adults autistes per treballar, i afirma que l'opció de suport a l'ocupació es pot oferir a tots. L'any següent, un article del psiquiatre i investigador francès-canadenc Laurent Mottron va aparèixer a la revista científica Nature sota el títol «Changing perceptions: The Power of autism» (Canvis en les percepcions: el poder de l'autisme), on descriu la seva experiència treballant amb investigadors autistes, entre ells Michelle Dawson, entre el seu equip de la Universitat de Mont-real, i desitja que hi participin més grups autistes en equips de recerca:
| «                                                                      | […] ells hi són gràcies a les seves qualitats intel·lectuals i personals. Crec que contribueixen a la ciència a través del seu autisme, no malgrat ell. Tothom coneix històries d'autistes amb habilitats acadèmiques extraordinàries, com Stephen Wiltshire, que poden dibuixar exquisidament paisatges urbans de memòria després d'un itinerari en helicòpter. Cap dels membres del meu laboratori és un savant. Són autistes «ordinaris» [...]. | » |
| — Laurent Mottron , Canvis en les percepcions: el poder de l'autisme.. | |   |

Al febrer de 2017, el primer informe francès sobre l'ocupació d'adults amb autisme va ser presentat per l'autista Josef Schovanec, doctor en filosofia i ciències socials (EHESS), afirmant que «a França, l'ocupació d'autistes es troba òbviament només en la seva infància». Al Regne Unit, la National Autistic Society (NAS) va presentar una petició al govern del Regne Unit el 21 de febrer de 2017, signada per 30.000 persones, demanant que l'ocupació dels adults amb autisme sigui una prioritat.

### Experiments sobre la contractació selectiva
A finals de la dècada del 2000, es van iniciar els plans de contractació selectiva per a persones amb autisme a diferents països, no per raons mèdic-socials, sinó pel seu interès per les seves tasques específiques. El model de negoci d'estructures especialitzades en la contractació d'adults amb autisme es basa en la valorització d'aquestes habilitats permeses per la neurodiversitat. Per tant, l'autisme és generalment considerat un actiu pels empresaris de Silicon Valley. A Alemanya, Dinamarca, els Estats Units i l'Índia, les empreses del sector informàtic practiquen una discriminació positiva.
El 2008, es va iniciar el projecte Asperger Quality Assurance (AQA) als suburbis de Tel-Aviv, per tal de permetre la inclusió professional d'adults amb síndrome d'Asperger en l'àmbit de les proves de programari, amb l'objectiu d'aconseguir llocs de treball d'alta qualitat a les empreses multinacionals. La companyia de proves i consultoria de programari Specialistne, present a 16 països i amb seu a Dinamarca, va ser fundada per un pare d'un nen autista, i el 70% dels treballadors són autistes amb llocs de treball adaptats. El 2012, dos agents del Mossad van crear la unitat d'intel·ligència de l'exèrcit israelià, Ro'im Rachok, que recluta específicament adolescents amb trastorn de l'espectre autista (TEA) per analitzar fotografies aèries i de satèl·lit. El 2013, la companyia de programari alemanya SAP va anunciar que buscava 650 persones autistes per al seu sector de recerca i desenvolupament, arribant a l'1% d'empleats autistes. El 2015, Microsoft va anunciar el llançament d'un programa per contractar empleats autistes a temps complet a la seu de Redmond. A França, des del 2014, el grup Andros, amb el suport de la Fundació Orange, contracta gent autista a la seva planta de Normandia; la majoria són no-verbals i treballen a temps parcial.
Aquestes contractacions realitzades per discriminacions positives continuen sent iniciatives aïllades i poc freqüents, i no són suficients per remeiar el treballs poc qualificats que generalment realitzen els autistes.

### Efecte generacional i canvis en el mercat laboral

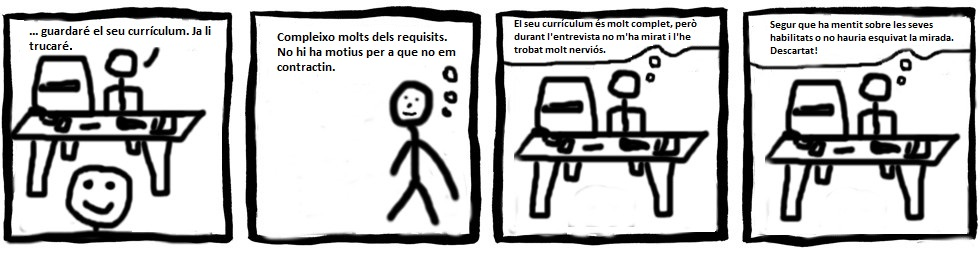
Exemple de discriminació d'un Asperger en una entrevista de feina

Cal tenir en compte els efectes de generació per solucionar aquest problema. Fins a la dècada del 1990, el pronòstic social i ocupacional de les persones autistes en l'edat adulta era generalment molt pobre; tres quartes parts d'elles estaven institucionalitzades o depenien dels seus pares. Josef Schovanec assenyala que «els autistes adults experimenten els fracassos de l'educació, la salut i, de manera més general, el sistema d'inclusió que van experimentar durant la seva infància ... els efectes són a vegades devastadors sobre la construcció de la persona durant anys de l'ensenyament a l'escola, de l'exclusió mèdica i social, sovint de gran precarietat i marginalitat, o fins i tot de violència»:
| « | Qualsevol intent d'abordar l'ocupació de les persones amb autisme haurà de tenir en compte el fet que poques persones amb autisme han tingut un curs de vida lineal. La norma estadística dominant o gairebé única en aquest camp és l'alternança de fases d'inclusió major o menor, de diversos tipus de precarietat, amb múltiples interrupcions i llargs períodes sense solució. | » |
| — Josef Schovanec , Informe presentat al Secretari d'Estat encarregat de les persones autistes i de la lluita contra l'exclusió professional d'autistes.. | |   |

Els canvis estructurals en el mercat laboral (cada vegada més competitius i segmentats), mètodes de selecció i requisits previs (carreres, reclutament formalitzat, multiplicació d'intermediaris, ordenació informàtica per paraules clau dels curriculum vitae, etc.), pot haver provocat l'efecte de desbordament, augmentant les dificultats dels autistes per accedir a l'ocupació. És probable que aquestes dificultats hagin augmentat des de la dècada del 2000. Les condicions específiques que han permès que un determinat nombre de persones amb autisme tinguin accés a l'ocupació, o fins i tot valoracions de carrera professional (possibilitat de cooptació, per exemple en la recerca, menor pes del curs anterior, etc...) són cada vegada més rars en el mercat laboral. La multiplicació de proves que impliquen habilitats socials és un nou obstacle en el camí de les persones amb autisme per la seva ocupació.
La desintermediació (desenvolupament de plataformes d'ocupació) obre noves maneres d'organitzar treballs, objectivar i valorar les habilitats, permetent explorar una certa quantitat d'experiments més adaptats a les persones amb discapacitat, i particularment al perfil de les persones amb autisme. Per tant, les ocupacions en teletreball s'hauria de desenvolupar en els propers anys..

## Estadístiques
Dos fenòmens creen biaixos de selecció en les estadístiques. Les persones que treballen no saben que són autistes, especialment entre les dones. Uns altres tenen un diagnòstic, però es neguen a revelar-lo i/o oculten les seves peculiaritats de comportament als seus col·legues i empresaris. El 9% de 99 persones ocupades entrevistades per una enquesta de Malakoff Médéric l'any 2015 afirmen que no diuen a ningú que és autista; només un 26% informa als seus superiors i col·legues.
Els nivells títols dels autistes d'alt funcionament són similars als de la població no-autista, amb alguns casos d'adults «sobrequalificats». En general, se senten atrets pels estudis, però freqüent tendeixen a abandonar els cursos de formació per a convertir-se en autodidactes, a causa de les deficiències d'atenció. Els autistes que treballen en institucions especialitzades són poc qualificats causa de la inaccessibilitat de les formacions. Dawn Hendricks i la professora de psicologia britànica Patricia Howlin creuen que les perspectives per als joves autistes que abandonen l'escola són molt limitats, en comparació amb la població general, en comparació amb els adults amb altres trastorns del desenvolupament. Aquestes baixes taxes d'ocupació durant la transició a l'edat adulta no mostren cap millora en la temps. Els adults autistes totalment autònoms coneixen períodes d'atur i de subocupació, generalment se'ls paga menys que els seus companys no-autistes, i experimenten més discriminacions.
Segons el National Autistic Society (NAS), al Regne Unit, entre el 79% (2009) i el 77% (2017) dels autistes jubilats o aturats manifesten que volen treballar; el desig de trobar feina generalment és «comú» entre els autistes adults.
D'acord amb la revisió de la literatura científica duta a terme per les investigadores Alissa Levy i Adrienne Perry, publicat el 2011, el 24% de mitjana dels autistes troben una feina al llarg de la seva vida, en general de manera intermitent i/o parcial. Les ocupacions en qüestió estan mal pagades i no gaire valorades. D'acord amb el NAS, la taxa d'ocupació va ser del 32% al Regne Unit per a tot tipus de llocs de treball en 2017, el 16% a temps complet, una taxa relativament estable des 2007. Segons Damian Milton, només el 15% d'una mostra de 2000 enquestats amb autisme al Regne Unit una feina remunerada a temps complet. A tot Europa, segons l'estimació del col·lectiu d'associacions Autisme Europe, entre el 76 i el 90% de les persones amb trastorns de l'espectre autista tenien ocupació el 2014. Aquestes estadístiques no són les mateixes per a tots països. A França (el 2017), no hi ha dades fiables; estimacions de la CNSA (2016), basat en la síntesi per l'Haute Autorité de santé el 2010, el 56% dels adults autistes podrien estar treballant a temps parcial cinc hores a la setmana de mitjana, i entre l'1 i el 10% treballarien a temps complet.
A Amèrica del Nord, segons Laurent Mottron (2011), prop del 10% dels autistes no poden parlar, el 90% no té ocupació regular, i el 80% dels adults amb autisme continuen dependents dels seus pares. Tanmateix, només una minoria d'ells té un trastorn neurològic associat que disminueix la intel·ligència (per exemple, la síndrome X fràgil). Als Estats Units, prop de la meitat (53,4%) d'adults joves amb trastorns de l'espectre autista (TEA) van treballar després de completar la seva educació (xifres de 2011), la més baixa entre grups de persones amb discapacitat. Michael Bernick i Richard Holden (2015) estimen que la taxa d'atur general dels autistes americans es troba entre el 60 i el 70%.
La taxa d'ocupació és millor per a les persones amb aptituds socials i de conversa. La taxa d'atur dels autistes diagnosticats amb discapacitat intel·lectual és aproximadament tres vegades superior. Tanmateix, un estudi més recent (2018) basat en un seguiment d'un grup d'Utah des de la dècada del 1980, tendeix a invalidar la relació entre la puntuació del coeficient intel·lectual i la taxa d'ocupació, i concloure que l'absència del domini de les habilitats socials és el factor principal de l'atur.

## Accessibilitat i interessos laborals
Els adults autistes senten com les persones no-autistes la necessitat de ser útils per a la societat i d'experimentar una sensació de comoditat. A França, l'informe col·lectiu de l'Alta Autoritat de Salut (HAS) i l'Agència Nacional per a l'Avaluació i Qualitat d'Institucions i Serveis Socials i Mèdico-Socials (ANESM) recomana (2018) de permetre l'accés a «activitats susceptibles de promoure l'autoestima i el reconeixement social per a qualsevol adult amb autisme i especialment aquells allunyats de l'ocupació». Un treball tendeix a millorar la qualitat de vida i el rendiment cognitiu, mentre que constitueix un mitjà d'integració. La necessitat de suport a l'ocupació es basa principalment en l'actitud dels sectors de formació i ocupació envers les particularitats de les persones amb autisme. Però algunes persones autistes no es poden integrar a l'entorn professional.
En general, no hi ha cap obligació legal d'esmentar un diagnòstic d'autisme en un curriculum vitae. La compensació econòmica per a les persones amb discapacitat, d'acord amb les regles del país en qüestió i el tipus de subsidi, poden demanar no excedir un límit màxim de recursos; per tant, un cert nombre d'adults autistes realitzen treballs de voluntariat.
A l'octubre de 2015, la investigadora australiana Melissa Scott i el seu equip van publicar a PLOS ONE un estudi de 40 adults autistes en el seu lloc de treball i 35 empresaris; la majoria dels adults amb autisme eren, segons ells, capaços de tenir una feina. Aquestes feines es podien realitzar en un entorn normal o protegit, i en un sector competitiu o no competitiu.
Temple Grandin cita tres característiques comunes d'autistes que han completat amb èxit la seva carrera professional:
- haver tingut l'oportunitat de desenvolupar els seus punts forts, i ser recolzat per aquest propòsit;
- ser ajudat durant l'adolescència i la primera edat adulta per treballar les habilitats socials, incloent-hi comprendre les relacions humanes en l'ocupació;
- prendre medicaments o adaptar els hàbits alimentaris i esportius per controlar els problemes sensorials i els trastorns associats, inclosa la depressió i l'ansietat.

### Beneficis selectius
La situació de discapacitat dels adults amb autisme s'acompanya de beneficis selectius en l'acompliment de tasques específiques, incloses les que impliquen habilitats visuals, la qual cosa es tradueix en un major assoliment. Hi ha un «ampli nivell d'evidència» a favor del benefici potencial que les empreses haurien de contractar persones autistes en tasques que mobilitzen els seus punts forts, com ara la resolució de problemes, l'atenció al detall, la memòria capacitats tècniques o coneixement factual i detallat d'àrees especialitzades.
Els adults autistes sovint desenvolupen un interès intens i durador en un camp especialitzat. Aquests centres d'interessos poden variar, el coneixement s'adquireix aquí amb més freqüència en l'autodidacta. La informàtica i l'aprenentatge d'idiomes són dos centres d'interès comú per a adults en entorns comuns, als quals s'afegeix una gran diversitat d'activitats en àmbits com la psicologia, la música, la comptabilitat, el dibuix, geografia, dret, fotografia, cuina, o fins i tot matemàtiques. Els adults autistes porten i han aportat moltes contribucions a l'economia, però aquestes contribucions no són gaire visibles perquè normalment es fan a discreció i anonimat.
Stephen M. Shore, doctor en educació, destaca la tendència a les rutines com un avantatge que es tradueix en un millor respecte als horaris i menys absentisme laboral a causa de la malaltia. Alguns estudis apunten a aquest absentisme menys freqüent entre la població autista, així com una tendència general dels empresaris a reconèixer la confiabilitat i fiabilitat en els seus empleats autistes, especialment en tasques que impliquen un alt nivell de concentració i repetició. Els treballadors autistes també són reconeguts per la seva serietat, perfeccionisme, puntualitat i respecte a les normes.
Les situacions de soledat i aïllament social generalment no són experimentades com a angoixants per adults autistes, a diferència dels seus companys no-autistes. La manca d'interès en la socialització també pot ser un avantatge dins d'una empresa, ja que el treballador autista no perd el temps treballant per socialitzar o xerrar amb els companys.
Aquestes habilitats potencials d'adults autistes són les més sovint ignorades en el món professional, mentre que són valuoses en el mercat laboral.

### Condicions d'èxit
El 2013, un grup d'investigadors holandesos van publicar una anàlisi dels factors d'èxit en l'ocupació per a 563 persones amb autisme o amb trastorns de dèficit d'atenció. Els tres factors principals són la vida independent (sol o amb un assistent, fora de la institució especialitzada), el suport de la comunitat i la motivació per trobar i mantenir el treball en qüestió. Temple Grandin i Stephen M. Shore creuen que és important mantenir una connexió entre els interessos i l'activitat i permetre que les persones amb autisme obtinguin un lloc de treball en aquestes àrees d'interès. Josef Schovanec comenta aquesta observació, ja que algunes persones amb autisme no tenen un focus o interès aparent en les seves vides. L'HAS (Haute Autorité de santé) i l'ANESM (Agence nationale de l'évaluation et de la qualité des établissements et services sociaux et médico-sociaux) recomana que es doni suport als centres d'interès dins de l'ocupació, tret que siguin massa invasius.
Com es va assenyalar el Dr. Dominique Donnet-Kamel i Patrick Chambers de l'Associació per a la investigació sobre l'autisme i la prevenció de les inadaptacions (Association pour la recherche sur l'autisme et la prévention des inadaptations, ARAPI), els llocs de treball de teletreball tenen molts avantatges quant a les particularitats de les persones amb autisme (configuració coneguda, elecció d'hores, reducció de la pressió social, alternança entre la llar i el treball). El sector social i solidari és també una àrea privilegiada d'integració laboral. Es pot adaptar un compagnonnage (acompanyament), però sovint planteja el problema de la vida comunitària. Finalment, hi ha casos rellevants de carrera reeixida seguit d'un distanciament geogràfic del lloc d'origen de la persona.

### Camps d'activitat

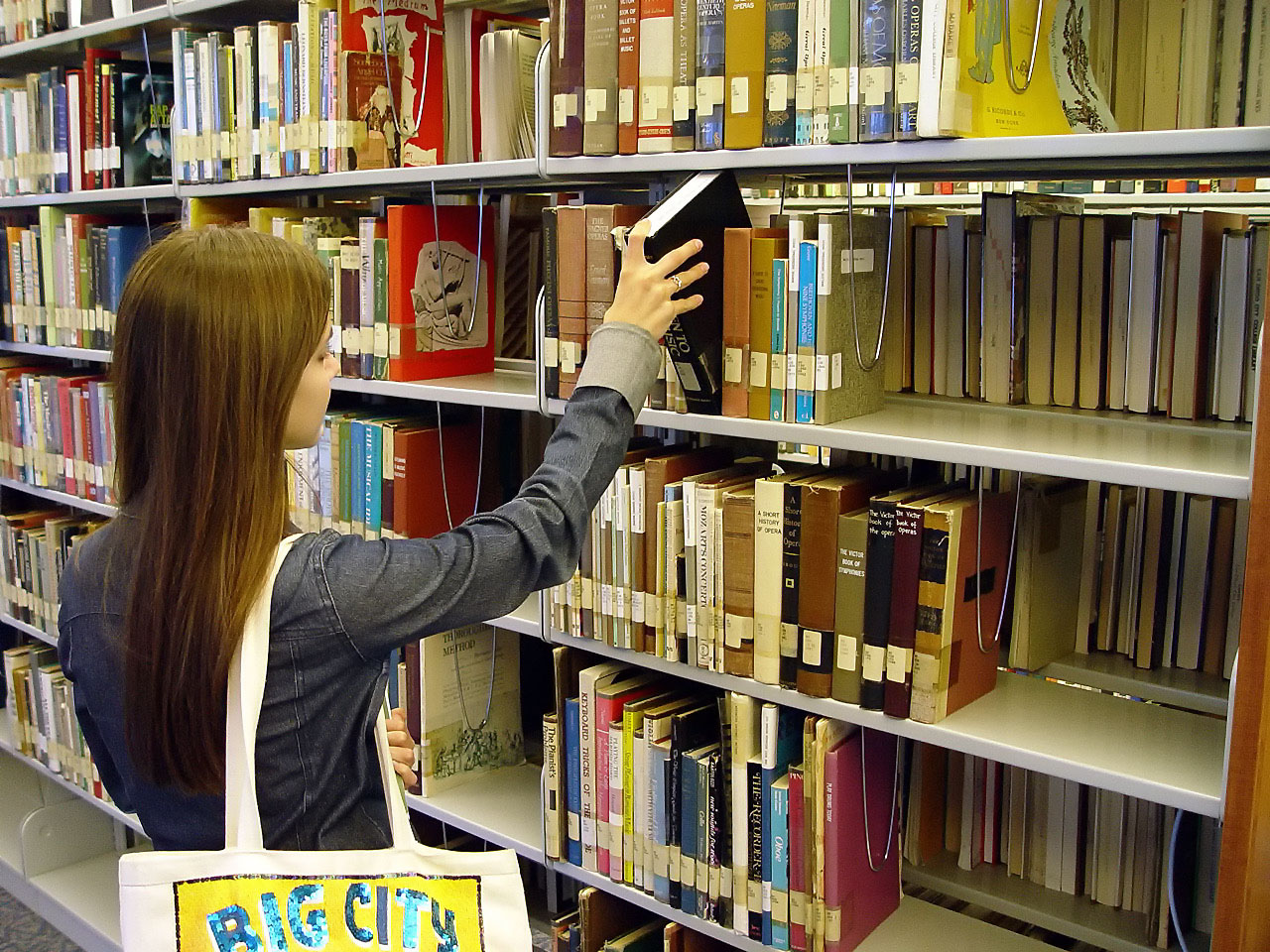
Els treballs de les biblioteques atreuen a moltes persones amb autisme

La idea que només existeix un rang limitat d'ocupacions per a les persones amb autisme és un prejudici generalitzat. Els treballs que es poden realitzar varien, des de posicions «bàsiques» fins a posicions altament tècniques. Hi ha moltes oportunitats professionals, incloses les professions autònomes, tot i que s'adapten més específicament als autistes d'alt funcionament. Els factors culturals creen diferències en l'exercici professional segons el país. El mercat de valors i la comptabilitat són notòriament autistes en el món anglosaxó, que no és el cas a França. Les falsedats associades a certes professions, com el de diplomàtic, recolzen la idea que algunes carreres són inaccessibles a les persones amb autisme. El treball ideal es troba en un camp que requereix pocs coneixements socials, proporcionant un temps d'aprenentatge, que implica un nombre reduït d'estimulacions sensorials, i en què les tasques a realitzar estan clarament definides.
Les professions relacionades amb la informàtica s'estan convertint en populars perquè s'ha difós la idea errònia que aquest sector és adequat per a totes les persones autistes. Segons Josef Schovanec, la majoria de les persones amb autisme no estan interessades en els ordinadors, o els costa guanyar diners quan és el seu centre d'interès. El sector d'alta tecnologia és el més ben cobert pel que fa a les solucions que ofereixen als adults autistes, i en diversos països desenvolupats, malgrat la seva insuficiència amb els desitjos de carrera expressats. Temple Grandin assenyala que molts informàtics autistes han fet importants contribucions a aquest sector. Segons Michael Bernick i Richard Holden (2018), la majoria de posicions disponibles i adaptades no estan en el camp de les tecnologies més avançades, sinó en l'àmbit de l'«economia pràctica».
El sector militar té una llarga tradició d'acolliment de perfils atípics; el projecte Ro'im Rachok (2013-) va tenir un paper pioner en la inclusió professional a Israel. És possible que alguns programes del passat de l'Exèrcit Roig hagin estat realitzats amb autistes, tot i que això continua sent especulatiu. El sector hoteler i de restauració també és un sector obert a perfils atípics. Les professions de traducció i escriptura, sovint requerides, estan adaptades a adults autistes perquè requereixen treballs solitaris i altament tècnics, amb una certa flexibilitat en les hores de treball. Les professions en contacte amb la natura, les plantes i els animals (horticultura, sector eqüestre ...) es troben sovint entre els centres freqüents, amb exemples individuals de ramaders i ramaders autòctons; la més coneguda és la zootècnica i doctora de ciències animals, Temple Grandin. Els oficis artístics i artesanals, que «tenen el punt comú de requerir una gran precisió dels gestos, una gran paciència durant un treball sovint solitari», també atreuen una proporció significativa d'autistes, sense requerir «habilitats socials o verbals extenses». És el mateix per als oficis de mecànica. Una gran proporció de persones amb autisme volen treballar a les biblioteques, però aquest desig rarament està en línia amb la realitat de la professió i la quantitat de llocs disponibles. Hi ha oportunitats professionals en el camp de l'autisme, tant a França com al món anglosaxó, entre d'altres per garantir la representativitat de les persones autistes a les autoritats públiques. Les professions d'educació superior i de la recerca científica són, de vegades, l'única sortida professional per a alguns adults autistes altament qualificats. Finalment, les ocupacions solitàries i les eleccions de vida han estat històricament refugis d'adults autistes, com ara pastors, monjo, i ascetisme, una forma de vida sense contactes socials que inclouen moltes rutines.
Algunes àrees són notòriament inadequades per als perfils autistes. Temple Grandin no recomana, entre altres coses, ocupacions en el camp de la ciència política, el comerç i les posicions que impliquen l'ús regular del telèfon, a causa dels problemes de sobrecàrrega sensorial i la sobre-demanda de les habilitats socials.

## Explicacions de les dificultats
Les dificultats trobades per les persones amb autisme en el mercat laboral tenen múltiples explicacions, relacionades, entre altres coses, amb la comunicació i les interaccions socials amb els empresaris i companys, amb la seva hipersensibilitat sensorial, però també amb la manca de coneixement de l'autisme en el mercat laboral per part d'empresaris potencials, que tendeixen a centrar-se en els «dèficits» de la persona sense veure els seus punts forts. Segons Temple Grandin i l'activista estatunidenca Rudy Simone, la dificultat més gran que es troba no és pas l'aprenentatge del treball en si, sinó a l'hora de gestionar peculiaritats degudes a trastorns de l'espectre autista (TEA), incloent obsessions, estereotípies i rituals, dificultats motores (apràxia), dificultats en la planificació de tasques degut al funcionament de la memòria de treball en l'autisme i altres trastorns associats, com la possibilitat de depressió o trastorn bipolar.
La negativa freqüent dels adults autistes de comunicar sobre el seu autisme en el seu lloc de treball comporta l'absència de mesures d'acompanyament i sensibilització, així com errors en la interpretació del seu comportament, donant lloc a dificultats d'integració. El perfil dels adults amb autisme sovint és desestabilitzant per als seus companys i caps. L'associació popular entre autisme i infància retarda dona lloc al reconeixement del fenomen: «l'ocupació i la vida adulta no són tradicionalment part de la visió de l'autista i, per tant, no poden ser prioritats».
L'argument que comunament s'utilitza per justificar la subocupació de persones amb discapacitat (la manca d'habilitats), no sempre s'aplica a l'ocupació de les persones amb autisme. Sovint, els cursos seguits per persones autistes estan lligades als seus centres d'interès, que no són molt compatibles amb la realitat del mercat laboral. Els resultats de l'estudi de Scott i el seu equip (2015) mostren que, si bé ambdós grups semblen participar en un procés d'ocupació, hi ha una diferència en la comprensió del tipus de suport necessari en el lloc de treball, expectatives i requisits de productivitat, que dificulten l'èxit de l'autisme en l'ocupació. Segons els autors, «aquests resultats posen de manifest la necessitat de facilitar la comunicació entre els empleats i els empresaris per assegurar una comprensió clara de les necessitats dels dos grups».

### La barrera de l'entrevista de treball

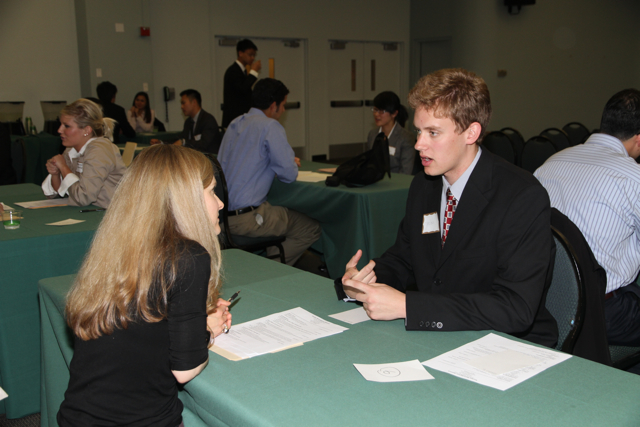
L'entrevista de feina, basada en les habilitats socials, és particularment discriminatòria per a adults autistes

L'entrevista de treball se cita com probablement «la part més difícil de trobar feina per a persones amb autisme». Segons l'enquesta de Malakoff Médéric, «sembla una barrera molt discriminatòria per a una persona autista que participa malament en la comèdia social que s'adjunta a aquest ritual de pas». És habitual entre els adults autistes no superar les proves psicològiques. El rebuig de l'entrevista laboral és gairebé unànime entre els adults autistes. A més, hi ha una freqüent manca de consciència de l'autisme entre els departaments de recursos humans, per exemple, per confusió amb l'esquizofrènia.
Segons Josef Schovanec, la prova és difícil, si no impossible de superar, perquè el judici no es basa en la possessió de les habilitats necessàries per a la feina, sinó en el respecte dels codis socials (cortesia, roba i perruqueria. ..) durant l'entrevista, que és un punt de dificultat comú per a tots els autistes. De fet, a la majoria dels països, els adults amb autisme que han assolit les posicions desitjades han aconseguit això a través de la cooptació, sense passar per una entrevista de feina.

### Les habilitats socials
Un dels principals reptes de les persones amb TEA és la gestió de les habilitats socials, les amistats, les dificultats de comunicació (especialment a generar i gestionar les converses), i dificultat en endevinar els desitjos i pensaments dels altres (teoria de la ment). Les relacions socials són un factor important en el rebuig de l'ocupació. Com es va destacar Brett Heasman (PhD), el fenomen de la incomprensió és bilateral; si els adults autistes sovint interpreten les intencions dels seus caps i companys de treball de forma incorrecta, aquests últims també interpreten malament les intencions del treballador autista, per exemple, creient que les seves intencions són egoistes. Un autista pot semblar cortès davant dels seus companys, tot i que no tingui intenció de ser-ho. Molts manquen de diplomàcia. Sovint és un problema la gestió jerarquia ocupacional, i hi ha un malentès comú de la relació entre els empleats d'una empresa, en particular sobre la competència entre ells. Al voltant del 80% dels adults autistes entrevistats per l'enquesta va fer Malakoff Médéric no se senten còmodes en un grup.
La promoció de feina pot ser indesitjable i perjudicial, ja que sovint inclou la necessitat de dirigir o gestionar grups de treball, habilitats que són els punts febles dels treballadors autistes. Els pitjors casos resulten en un intent de suïcidi després d'una promoció que indueixi un canvi en el tipus d'activitats del treballador autista, si s'elimina de la tasca que li agradava. L'evolució de determinats sectors econòmics els ha estat perjudicial, en particular en l'àmbit de la tecnologia de la informació, que requereix més i més habilitats socials. Els càrrecs de contractació sovint es sorprenen amb el perfil de persones autistes amb alta formació, ja que les expectatives de les empreses també es relacionen amb bones habilitats socials i de gestió.
Sandrine Gille, una dona diagnosticada amb síndrome d'Aspergers i amb un elevat potencial intel·lectual en l'edat adulta, explica les seves dificultats en l'ocupació insistint en les estratègies de compensació i imitació que es va implementar: «El que semblava tan natural, evident, en la forma de comunicació entre comany, jerarquia i altres subtileses socials, em va aparèixer com un univers sencer per decodificar i treballar, una mímica que es va posar en marxa per semblar el més natural possible i no posar-me en perill». També insisteix en l'acceptació del món professional: «acceptar que una persona que es presenta amb un trastorn de desenvolupament, pot demostrar ser un excel·lent col·laborador, si prenem el temps per entendre'l i acceptar-lo com ell és».

### Disregulació emocional
Les dificultats de gestió emocional, com ara la ira, l'ansietat i la depressió, estan sovint lligades a l'autisme. L'estrès en el treball és molt comú, amb gairebé tots els treballadors autistes que testifiquen que experimenten i que es troben fàcilment en aquestes situacions estressants, especialment per l'inesperat. La socialització amb companys neurotípics també és una font d'estrès. Un problema de retard de trànsit pot provocar un atac de pànic o una absència en el lloc de treball. Es constata que l'estrès en el treball genera automutilacions.
La sensibilitat a esdeveniments inesperats sol produir reaccions agudes en cas d'interrupció durant una tasca que requereix concentració, en aproximadament la meitat dels treballadors autistes. D'altra banda, la meitat dels treballadors autistes també demostren haver experimentat almenys esgotament professional.

### Trastorns sensorials
Segons la professora Temple Grandin, la majoria de les persones amb autisme que experimenten problemes laborals significatius en l'edat adulta pateixen específicament hipersensibilitats sensorials; aquestes alteracions sensorials són un factor de pèrdua d'ocupació. L'enquesta de la Fundació Malakoff Médéric (2015) subratlla que «els aspectes sensorials són essencials per tenir en compte l'èxit i la sostenibilitat de la inclusió en l'ocupació»: tres quartes parts dels 99 autistes enquestats diuen que tenen hipersensibilitat als sorolls, olors, gust o tacte. Les persones autistes també poden veure's pertorbades per certes percepcions visuals. Aquestes hipersensibilitats generen considerable fatiga en el treball, particularment a causa dels esforços d'adaptació realitzat. Per tant, la majoria dels treballadors autistes declaren que no poden funcionar correctament a l'espai obert, degut, en particular, al soroll ambiental en aquests espais de treball i desitgen una oficina individual.
Algunes persones amb autisme tenen, per contra, hiposensibilitats associades a conductes d'autoregulació o presenten alhora hipersensibilitat i hiposensibilitat, que poden ser traduïdes, en la mateixa persona, per un rebuig de contactes tàctils i una necessitat moviments físics.

### Motivació i diferències en la percepció de l'arduïtat
Sovint es desconeixen els desitjos i aspiracions dels adults amb autisme en matèria laboral a causa de la poca quantitat de llocs de treball accessibles. Les preferències i expectatives dels autistes en el treball poden ser radicalment diferents de les de persones no-autistes. En la població general, els factors de motivació en el treball es basen en els salaris i bonificacions, la perspectiva d'una promoció basada en el simbolisme del poder, i els beneficis socials en termes de lleure i reunions festives. Pot succeir que cap d'aquests factors de motivació funcioni en una persona autista, el que condueix a la seva destitució. Generalment, els perfils autistes són poc atractius per llocs de responsabilitat o de poder.
El treball difícil es pot experimentar de manera diferent als companys no-autistes; el treball nocturn i el treball repetitiu, que formen part de la definició legal de l'arduïtat, es poden experimentar com a situacions menys àrdues per a un treballador autista en comparació amb altres situacions fora d'aquesta definició, com la imprevisibilitat en l'ocupació i el desenvolupament en un entorn socialment carregat. En general, els adults autistes prefereixen llocs de treball que inclouen una rutina de treball.

## Discriminació i injustícies en l'ocupació
Segons l'associació Autism Europe, l'estigma i la discriminació són els majors desafiaments a superar. Segons Laurent Mottron, els empresaris sovint assignen tasques subalternes i repetitives als autistes, sense adonar-se del que aquestes persones són capaços de fer. La fundació Malakoff Médéric assenyala que:
| «                                         | L'ocupació de persones amb discapacitat cognitiva s'ha centrat fins ara en activitats que són particularment poc reconegudes, repetitives, amb baix potencial econòmic i sense possibilitats de desenvolupament personal o professional. Sovint, l'elecció de l'activitat en qüestió és el fet de la institució i no dels desitjos de la persona, i molt menys les necessitats de l'economia en general. Es coneixen els efectes nocius a llarg termini: desmotivació, necessitat de subsidis i excepcions a la legislació laboral per mantenir l'activitat a flotació, incapaç de florir a nivell personal. | » |
| — Informe de la fundació Malakoff Médéric | |   |

Temple Grandin assenyala que les persones amb autisme que treballen en treballs poc qualificats tenen més probabilitats de ser víctimes de discriminació i de patiment en el treball que aquells que tenen accés a treballs més gratificants, ja que es tolera certa excentricitat entre les persones que es consideren talentoses. Aquest últim pot, però, despertar la gelosia dels seus companys. Els problemes socials que es troben en el treball són molt comuns.
Segons les dades de NAS publicades el 2016, el 43% de les persones amb autisme del Regne Unit que tenen o han tingut una lloc de treball diuen que un lloc de treball a causa de la discriminació relacionada amb el seu autisme. El 81% informa haver experimentat assetjament, injustícia o falta de suport al seu lloc de treball. A Itàlia, la llei estableix que les persones amb discapacitat poden accedir a l'ocupació, però de fet, l'absència de llocs protegits fa que qualsevol integració sigui molt difícil, si no impossible; «i si un d'ells, amb millors habilitats de comunicació i relació, és capaç de finalitzar els seus estudis, una diplomatura o una llicenciatura, no pot trobar una feina durable perquè ningú es molestarà de reconèixer les seves característiques ni de fer un petit canvi (en termes d'horari o adaptació del lloc de treball) que faci que la vida sigui menys difícil per a una persona tan fràgil en termes d'interacció».
En general, els empresaris i els gestors de recursos humans no reconeixen que discriminin a les persones amb autisme en funció de les seves habilitats socials i justifiquen la seva no-ocupació per la seva greu discapacitat. Al Regne Unit, en cas de sospita de discriminació, s'han de buscar específicament els motius de rebuig o la pèrdua d'un lloc de treball. En el cas d'un judici, un jutge podrà avaluar si aquests motius són vàlids o si es tracta de discriminació d'una persona amb autisme. Les persones autistes amb antecedents professionals sovint tenen una baixa autoestima. Josef Schovanec identifica dues edats de la vida adulta «particularment dignes d'atenció»: els primers anys després de l'adolescència, associats a una fase d'incertesa; i un fenomen de renúncia observat a partir d'una determinada edat, al qual s'inclourien els «persones especialment dotades, però que els seus talents no s'han tingut en compte».

### La negativa d'adaptar el lloc de treball

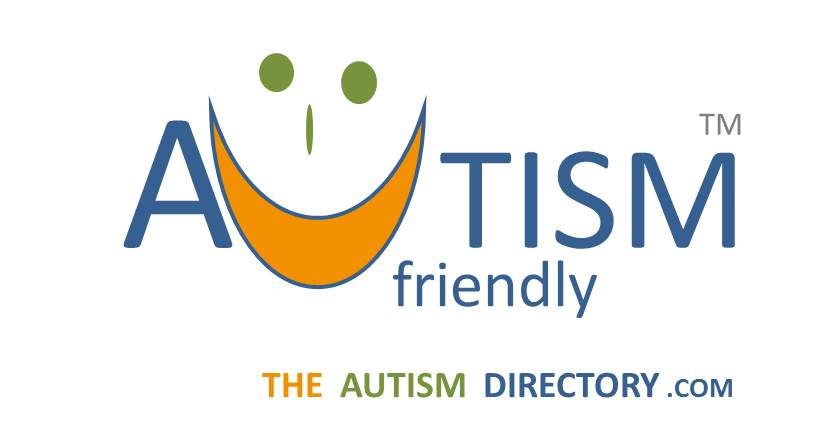
Cartell Autism friendly, indicant llocs accessibles per a persones amb autisme

L'adaptació del lloc de treball per part de l'empresari és rar. Sovint hi ha una negació d'adaptacions específiques a les persones autistes, com ara una oficina individual en lloc d'un disseny d'espai obert, la preservació de portes d'oficina tancades o l'eliminació d'un ascensor, al·legant que «tothom a de fer un esforç». A més, la fatiga de les persones amb autisme en un lloc de treball que no s'adapta a la seva discapacitat no es té en compte; prop del 80% dels treballadors autistes entrevistats a l'enquesta de Malakoff Médéric afirmen que tenen una major fatiga que els no-autistes. Més de la meitat dels treballadors autistes enquestats volen treballar en hores que hi ha poca gent, per evitar la presència d'un gran nombre de companys i multituds al transport públic.
Un problema freqüent és la relaxació gradual dels esforços d'integració després de la contractació, o l'opinió que la persona amb autisme capaç de compensar la seva discapacitat en el treball no necessita adaptacions a través del temps. Les dificultats d'accessibilitat i adaptabilitat al lloc de treball estan relacionades amb la difícil accessibilitat dels clients autistes per part dels professionals (perruqueria, aprenentatge per conduir, distribució massiva en general), gairebé absent a la majoria de països, mentre que aquesta accessibilitat s'aconsegueix al món anglosaxó, entre altres coses, mantenint els horaris sense sobrecàrregues sensorials en les grans superfícies.

### No-remuneració o explotació
Hi ha testimonis d'explotació de treballadors autistes per companys de feina o empresaris malintencionats, fet que és possible gràcies a la seva ingenuïtat en l'àmbit de les relacions humanes, especialment durant els primers anys adulta.
Algunes empreses no paguen pel treball realitzat per persones autistes, sense donar-los explicacions, especialment els autònoms. L'informe de Josef Schovanec (2017) dona una estimació de prop d'un terç del treballs no-remunerats, en violació de les obligacions legals, ja que els autistes no es mostren reticents a queixar-se o amenaçar a les empreses en qüestió. Va declarar que ell mateix va ser víctima de males pràctiques al principi de la seva vida adulta, com ara el no pagament de les seves traduccions després de la seva realització.

### Creences associades a un suposat grau d'autisme
Encara que hi ha una gran diversitat de perfils entre les persones autistes, la presència d'una discapacitat intel·lectual és molt més escassa que la que els empresaris poden imaginar. De fet, és la manca de competència lingüística que compromet severament les possibilitats d'èxit professional.
Josef Schovanec assenyala l'existència d'un «mite de l'autisme pesat», mantenint la creença en «un vincle entre l'anomenat grau d'autisme i trastorns del comportament», citant com a exemple l'experiència de selecció del grup Andros, principalment sobre autistes no-verbal, que van ser descrits com «Asperger» quan estaven en el lloc de treball. Els empresaris potencials solen demanar només els perfils «Asperger», mentre que cap investigació mostra una relació entre aquesta categoria mèdica anterior i una major competència professional.
Com més «lleuger» es consideri l'autisme d'una persona des de l'exterior, major serà la seva possibilitat d'aconseguir un treball gratificant. Aquests últims són més sovint persones de facto diagnosticades amb síndrome d'Asperger o autistes d'alt funcionament.

## Mesures

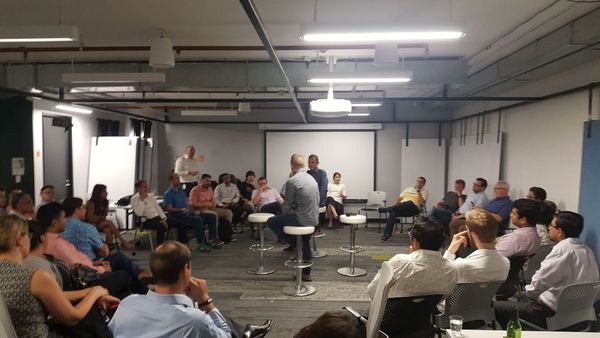
Sessió de coaching a l'empresa

Segons Dawn Hendricks (2010), l'èxit de la integració reeixida en el lloc de treball es basa tant en els esforços d'aprenentatge dels treballadors autistes com en les adaptacions de les seves condicions de treball. S'han experimentat diverses mesures tenint en compte dificultats, com l'entrevista de feina, l'autonomia i l'adaptació del lloc de treball. Es recomana als empresaris del Regne Unit que considerin en els perfils d'autisme, per exemple, el no demanar habilitats de comunicació si el lloc de treball no les requereixen, i evitar l'avaluació dels candidats sobre les seves interaccions socials durant l'entrevista de treball per a promoure la seva integració en l'ocupació. A Alemanya (2012), hi ha un lloc web per connectar els empresaris que busquen habilitats o perfils específics, aquells que poden respondre les persones amb autisme. Als Països Baixos, s'ha creat un esquema similar perquè els sol·licitants d'ocupació autistes puguin crear un perfil en línia i rebre assistència destacant els seus punts forts. Josef Schovanec creu que les persones amb autisme necessiten un job coaching (entrenament laboral) i una formació en les dificultats que acompanyen la vida laboral. A més, Temple Grandin destaca que el suport ofert pels professors i les persones que li van ensenyar habilitats socials era essencial.
S'han realitzat investigacions al Regne Unit sobre la relació cost / benefici d'aquestes mesures; en un període de vuit anys, un job coaching a les persones amb autisme d'alt funcionament o Asperger obté un benefici. El compromís dels Estats amb l'ocupació dels adults amb autisme és, per tant, d'interès econòmic, disminuint els recursos per a les prestacions socials i augmentant els ingressos dels impostos i les contribucions. La inclusió socioprofessional de les persones amb autisme sovint no és objecte de programes d'acció, en la mesura que l'existència del problema segueix sent desconeguda en la majoria dels països.

### Suport a l'ocupació
Per fomentar la contractació i el manteniment de persones amb trastorn de l'espectre autista al lloc de treball, segons una enquesta de la Seguretat Social suïssa (2015), el factor principal és la creació de mesures d'orientació i formació professional adaptades a les seves necessitats específiques. En particular, l'estudi recomana l'ús del job coaching (entrenament laboral) i de case management (gestió de cas); la CNSA francesa també recomana l'entrenament laboral. Dawn Hendricks insisteix en la necessitat d'un job placement (inserció laboral), és a dir, una recerca de feina centrada en l'enfocament i les fortaleses de la persona.
Els programes de suport a l'ocupació solen orientar-se a llocs amb responsabilitats molt baixes. Hi ha poques iniciatives orientades a posicions que es consideren més prestigioses. L'entrenament laboral es desenvolupa, especialment a la República Txeca i als Estats Units, amb taxes d'èxit de fins al 90%. Aquests acompanyaments generalment mostren la seva efectivitat. Augmentar l'autonomia a través de la teràpia ocupacional sembla molt beneficiosa. El paper del coach (entrenador) és ensenyar a l'empleat autista a adaptar-se a les normes i la cultura de l'empresa. Les companyies Meticulon al Canadà, Auticon a Alemanya, i l'Asperger Syndrome Training Employment Partnership Entreprise als Estats Units, utilitzen un entrenament laboral amb una única referència per a l'empleat autista. A Bèlgica, l'esquema «Passwerk», creat el 2008, es basa en el coaching (entrenament personal) i intensiu dels empleats autistes. També es pot contractar un treballador social o un mentor en el lloc de treball. Es suggereix que la formació en el lloc de treball sigui més eficaç que la simulació. Una formació virtual d'entrevistes de feina (amb suport informàtic) sembla eficaç.
Tanmateix, nombrosos testimonis informen dels remeis nocius dels mètodes pseudocientífics o provinents de sectes en el camp del coaching empresarial, com ara l'adivinació del tarot, la programació neurolingüística i l'anàlisi transaccional. L'11 de novembre del 2012, l'ONG Autism Rights Watch va alertar a MIVILUDES sobre el desenvolupament del coaching en el camp de la salut i la persistència de teories psicoanalítiques no verificades dirigides a autistes a França.
A França, el 2015, l'entorn familiar i les agències públiques com el Pôle emploi i el Cap emploi són els principals coach «de facto» per a adults amb autisme que busquen feina. Els comentaris sobre aquestes dues últimes organitzacions són generalment negatives (2015), especialment pel que fa al requisit de cites periòdiques, que generen estrès i ruptures dels drets. Els comentaris sobre sistemes paral·lels que s'especialitzen en l'autisme, tant a França, com a Anglaterra o Israel, són més positius. A l'Índia, les persones amb autisme es beneficien de mesures de suport a l'ocupació en el sector de la discapacitat.
La integració de persones autistes en un lloc de treball pot basar-se en la gestió dels recursos humans, el paper del qual ha evolucionat enormement per donar suport al desenvolupament personal dels empleats. El punt principal és treballar les habilitats socials. Temple Grandin posa l'accent en la necessitat d'ensenyar als autistes a no criticar als seus col·legues i superiors, i a treballar en les seves habilitats organitzatives. També creu que és important que els col·legues i superiors coneguin les dificultats socials de les persones amb autisme.

### Adaptació de les condicions de treball
Segons Temple Grandin, adaptar un lloc de treball a la hipersensibilitat sensorial requereix en general pocs canvis. És possible utilitzar els auriculars antisoroll, eliminar els sorolls forts i els llums de neó, o utilitzar més la comunicació escrita; una sol·licitud freqüent d'ajust és la comunicació per correu electrònic en lloc de per telèfon. La fundació Malakoff Médéric cita la sensibilització dels equips, l'adaptació de la jornada laboral i la integració dels aspectes sensorials com tres elements necessaris per a una integració reeixida. Per a les sensibilitats visuals, les ulleres amb vidres de colors semblen efectives. Els aspectes sensorials es tenen en compte en alguns països (com Dinamarca, on l'empresa Specialisterne situa als informàtics autistes a oficines individuals amb lluminositat adaptada), però no en altres països, especialment a França. Als Estats Units d'Amèrica, hi ha molts articles per a la venda, dissenyats específicament per ajudar a gestionar la sensorial, com ara jaquetes que exerceixen una pressió modulable en certes parts del cos.

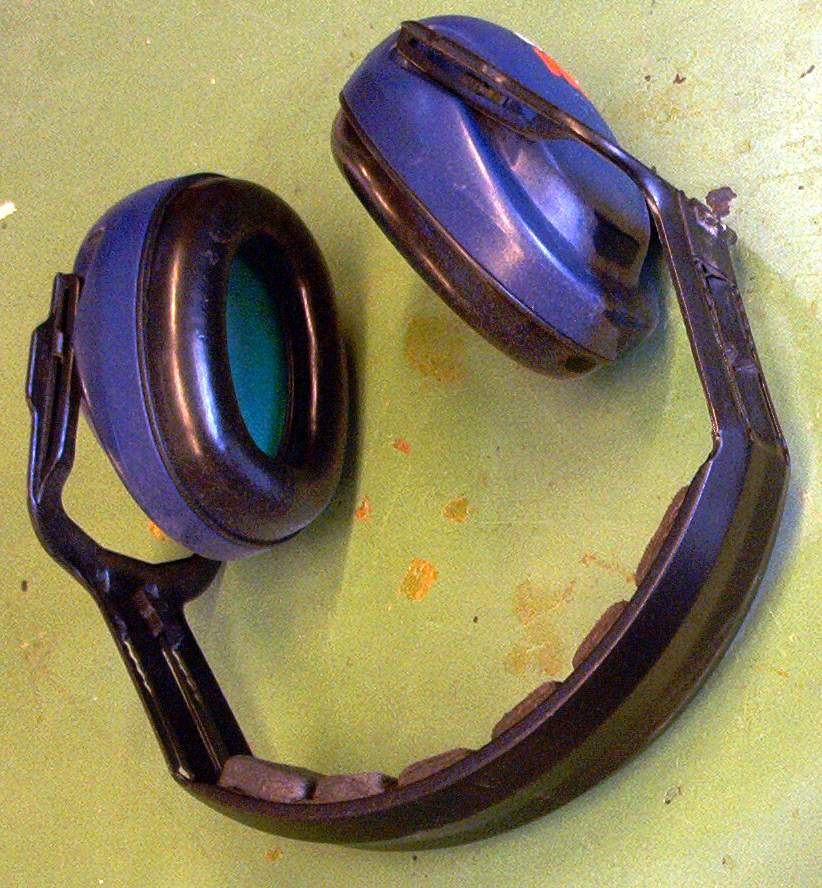
Diversos models d'auriculars antisoroll són adequats per a persones amb hipersensibilitat auditiva
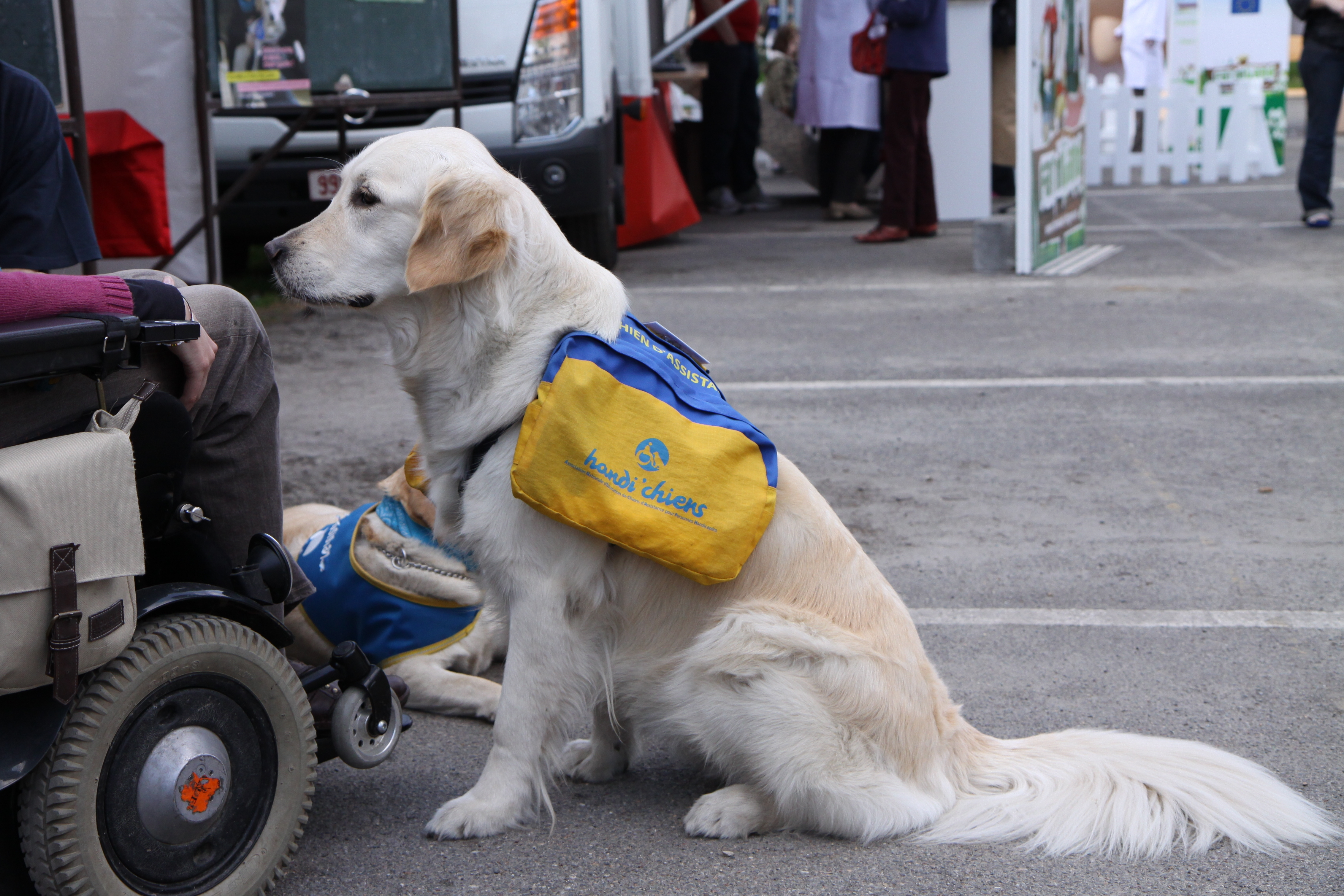
Gos d'assistència dedicat a ajudar a persones amb discapacitats físiques o psíquiques

La comprensió mútua és més senzilla si les tasques requerides són predictibles, estructurades i clarament definides. L'ús d'ajudes visuals pot ser molt beneficiós. Per controlar l'ansietat, són possibles diverses solucions (relaxació, medicaments). L'ansietat i la hipersensibilitat són sovint lligades. La gestió de les emocions pot ser un repte, especialment l'enuig. A més, moltes dificultats en l'ocupació es resolen gràcies a una bona qualitat de son.
Una sèrie d'ajustaments del lloc de treball són beneficiosos per a altres situacions de discapacitat que l'autisme, especialment la recepció de gossos d'assistència, que també afecta la discapacitat visual. Les adaptacions de les condicions de treball poden tenir un interès bilateral positiu. Per tant, algunes persones amb autisme prefereixen, a diferència de la majoria dels no-autistes, treballar de nit, i són llavors més productives.

## Tractament mediàtic
Les iniciatives de contractació dirigides específicament a persones autistes, que són molt recents, solen generar entusiasme i suport espontani. Han estat objecte d'alguns mitjans de comunicació, creant un biaix perceptiu i una creença que el problema de l'ocupació autista ja està resolt.
La sèrie coreana Good Doctor (굿 닥터, 2013) i la sèrie estatunidenca Good Doctor (2017) tracten d'un jove cirurgià autista savant que coneix l'estigma i els prejudicis en el seu entorn professional.

### Articles de recerca
- Gille, Sandrine. «Intégration, difficultés et stratégies d'adaptation en milieu professionnel». A: À la découverte de l'autisme: Des neurosciences à la vie en société (en francès).  Dunod, 2014, p. 31-35. ISBN 9782100714995.
- Grandin, Temple «Choosing the right job for people with Autism or Asperger's syndrome» ( PDF) (en anglès). Indiana Resources Center for Autism. Aspen NJ, 11-1999.
- Hedley, Darren; Uljarevic, Ru Cai Mirko; Wilmot, Mathilda; Spoor, Jennifer R.; et al. «Transition to work: Perspectives from the autism spectrum» (en anglès). Autism, 2017, pàg. 1-14.
- Hendricks, Dawn «Employment and adults with autism spectrum disorders: Challenges and strategies for success» (en anglès). Journal of Vocational Rehabilitation, 32.2, 2010, pàg. 125-134. DOI: 10.3233/JVR-2010-0502.
- Howlin, Patricia «Social Disadvantage and Exclusion: Adults With Autism Lag Far Behind in Employment Prospects» (en anglès). Journal of the American Academy of Child & Adolescent Psychiatry, 52, 9-2013, pàg. 897–899. DOI: 10.1016/j.jaac.2013.06.010. ISSN: 0890-8567.
- Levy, Alissa; Perry, Adrienne «Outcomes in adolescents and adults with autism: A review of the literature» (en anglès). Research in Autism Spectrum Disorders, 5, 10-2011, pàg. 1271–1282. DOI: 10.1016/j.rasd.2011.01.023.
- Mottron, Laurent «Changing perceptions: The power of autism» (en anglès). Nature, 479, 11-2011, pàg. 33–35. DOI: 10.1038/479033a. ISSN: 0028-0836.
- Schovanec, Josef. «Scolarisation et devenir socio-professionnel des personnes avec autisme». A: Scolariser des élèves avec autisme et TED - Vers l'inclusion (en francès).  Dunod, 2012 (Psychologie et pédagogie). DOI 10.3917/dunod.phili.2012.01.0013. ISBN 9782100575336.
- Scott, Melissa; Falkmer, Marita; Girdler, Sonya; Falkmer, Torbjörn «Viewpoints on Factors for Successful Employment for Adults with Autism Spectrum Disorder» (en anglès). PLOS ONE, 10, 13-10-2015, pàg. e0139281. DOI: 10.1371/journal.pone.0139281. ISSN: 1932-6203. PMID: 26462234.
- Shattuck, P. T; Narendorf, S. C; Cooper, B; Sterzing, P. R; et al. «Postsecondary Education and Employment Among Youth With an Autism Spectrum Disorder» ( PDF) (en anglès). Pediatrics, 129, 2012, pàg. 1042-1049. ISSN: 0031-4005.

### Assaigs
- Baker, Jed. Preparing for Life: The Complete Guide for Transitioning to Adulthood for Those with Autism and Asperger's Syndrome (en anglès).  Future Horizons Publishing, 2006.
- Bernick, Michael; Holden, Richard. The Autism Job Club: The Neurodiverse Workforce in the New Normal of Employment (en anglès).  Skyhorse Publishing, Inc., 2018. ISBN 9781510728301.
- Datlow Smith, Marcia; Belcher, Ronald G.; Juhrs, Patricia D. A Guide to Successful Employment for Individuals with Autism (en anglès). 2.  P.H. Brookes, 1995.
- Graham, James. Autism, Discrimination and the Law: A Quick Guide for Parents, Educators and Employers (en anglès).  Jessica Kingsley Publishers, 2008. ISBN 9781846427688.
- Grandin, Temple; Duffy, Kate. Developing talents: Careers for individuals with Asperger syndrome and high-functioning autism (en anglès). 2a edició.  Autism Asperger Publishing Company, 2008. ISBN 978-1934575284.
- Hendrickx, Sarah. Asperger Syndrome and Employment: What People with Asperger Syndrome Really Really Want (en anglès).  Jessica Kingsley Publishers, 2008. ISBN 9781846428791.
- Jansen, Herman; Rombout, Betty. AutiPower! Successful Living and Working with an Autism Spectrum Disorder (en anglès).  Jessica Kingsley Publishers, 2013. ISBN 9780857008695.
- Jeanmichel, Philippe. Autistes Asperger, la clé de votre recherche d'emploi en 120 conseils.  À la fabrique, 2018. ISBN 9782955103678.
- Shore, Stephen M; Rastelli, Linda G. Comprendre l'autisme pour les nuls (en francès).  Éditions First, març 2015. ISBN 7540-6581-4).
- Simone, Rudy. Asperger's on the Job: Must-Have Advice for People with Asperger's or High Functioning Autism and their Employers, Educators, and Advocates (en anglès).  Future Horizons, 28 de maig de 2010. ISBN 978-1935274094.
- Smith, M; Belcher, R. G; Juhrs, P.D. A Guide to Successful Employment for Individuals with Autism (en anglès).  Paul H, Brookes Publishing, 1995.
- Wehman, Paul; Datlow Smith, Marcia; Schall, Carol. Autism & the Transition to Adulthood: Success Beyond the Classroom (en anglès).  Paul H Brookes Publishing Company, 2008.

### Informes oficials
- «Troubles du spectre de l'autisme: Guide d'appui pour l'élaboration de réponses aux besoins des personnes présentant des troubles du spectre de l'autisme» ( PDF) (en francès). CNSA, 01-05-2016. Arxivat de l'original el 2023-10-15. [Consulta: 17 gener 2019].
- «Troubles du spectre de l'autisme: interventions et parcours de vie de l'adulte» (en francès). Haute autorité de santé (HAS) i Agence nationale de l'évaluation et de la qualité des établissements et services sociaux et médico-sociaux (ANESM), 2018.
- Compagnon, Claire; Corlay, Delphine. «Évaluation du 3ème plan autisme dans la perspective de l'élaboration d'un 4ème plan. Tome 1» ( PDF) (en francès). solidarites-sante.gouv.fr, 2017.
- Compagnon, Claire; Corlay, Delphine. «Évaluation du 3ème plan autisme dans la perspective de l'élaboration d'un 4ème plan. Tome 2» ( PDF) (en francès). solidarites-sante.gouv.fr, 2017.
- Schovanec, Josef. «Rapport présenté à la Secrétaire d'Etat chargée des Personnes handicapées et de la Lutte contre l'exclusion sur le devenir professionnel des personnes autistes» ( PDF) (en francès). Ministère des affaires sociales et de la santé, 01-03-2017. Arxivat de l'original el 2017-03-17. [Consulta: 17 gener 2019].

### Altres estudis
- «Accès à l'emploi des personnes porteuses du syndrome d'Asperger et autistes de haut niveau» ( PDF) (en francès). Fondation Malakoff Médéric handicap, 01-09-2015. Arxivat de l'original el 2018-01-24. [Consulta: 17 gener 2019].

### Testimonis
- Schovanec, Josef; Glorion, Caroline. Je suis à l'Est!: Savant et autiste, un témoignage unique (en francès).  Plon, 15 de novembre de 2012. ISBN 2-259-21886-5.
- Schmidt, Peter. Kein Anschluss unter diesem Kollegen: Ein Autist im Job (en alemany).  Patmos Verlag, 2014. ISBN 9783843605182.